# Adam Gliszczyński

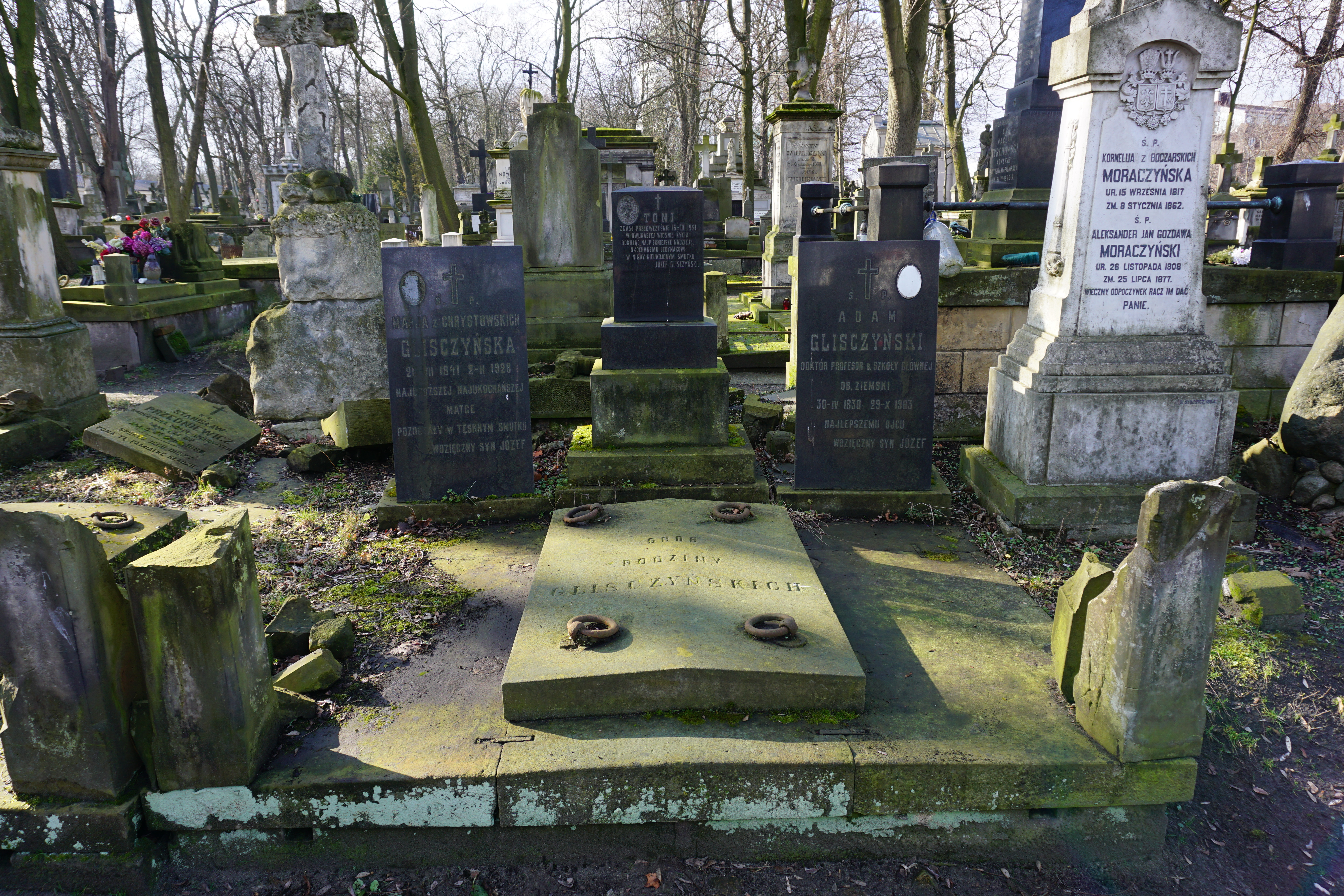
Grób Adama Gliszczyńskiego na Cmentarzu Powązkowskim

Adam Glisczyński lub Gliszczyński (ur. 19 kwietnia 1830 w Pomarzanowicach, zm. 29 października 1903 w Warszawie), polski lekarz ginekolog.

## Rodzina
Rodzina Gliszczyńskich była pochodzenia szlacheckiego. Adam urodził się jako syn Antoniego Józefa Marcina Gliszczyńskiego (ur. 1796) i Anieli Doroty Daleszyńskiej (ur. 1795).
Miał starszą siostrę Wincencję (1827-1868) i trzech braci Zygmunta Jakuba Jana, Stanisława oraz Jana (1827-1906). Ożenił się z Marią Anną Chryssowską (1839-1928) i został ojcem dwóch synów - Stanisława Mariana Antoniego oraz Józefa Adama Stanisława.

## Wykształcenie i prace naukowe
Kształcił się we Wrocławiu do 1852 roku. Od 1858 pracował jako ordynator Szpitala Dzieciątka Jezus w Warszawie. Od 1861 był profesorem Szkoły Głównej w Warszawie.
Był asystentem profesora Juliusza Wilhelma Betschlera. W czerwcu 1864 roku uzyskał stopień naukowy profesora nadzwyczajnego Szkoły Głównej w Warszawie. W latach (1869-1871) był docentem ginekologii na Uniwersytecie Warszawskim.
Napisał szereg prac i rozpraw naukowych z dziedziny ginekologii i patologii ciąży.

## Miejsce pochówku
Pochowany został na cmentarzu Powązkowskim w Warszawie (kwatera 179-3-13/14).